# Milanovac (Crnac)
Milanovac (1892-ben Duboka, 1913-ban Crnačka Duboka, 1931-től 1948-ig Crnački Milanovac) falu Horvátországban Verőce-Drávamente megyében. Közigazgatásilag Crnachoz tartozik.

## Fekvése
Verőcétől légvonalban 46, közúton 57 km-re délkeletre, községközpontjától 3 km-re délre, Szlavónia középső részén, a Drávamenti-síkságon, Crnac és Donje Predrijevo között fekszik.

## Története
A 19. század végén keletkezett Crnac déli, Duboka nevű határrészén. Az 1892-es helységnévtárban Crnac részeként már szerepel. Az 1913-as helységnévtár Crnac részeként 8 lakossal tünteti fel. Lakosságát 1931-ben számlálták meg először önállóan, akkor 172 lakosa volt. 1991-ben lakosságának 95%-a szerb, 4%-a horvát nemzetiségű volt. 1993-ban a független horvát állam keretei között újra megalakult önálló Crnac község része lett. 2011-ben 54 lakosa volt.

## Lakossága
| Lakosság változása | Lakosság változása | Lakosság változása | Lakosság változása | Lakosság változása | Lakosság változása | Lakosság változása | Lakosság változása | Lakosság változása | Lakosság változása | Lakosság változása | Lakosság változása | Lakosság változása | Lakosság változása | Lakosság változása | Lakosság változása |
| ------------------ | ------------------ | ------------------ | ------------------ | ------------------ | ------------------ | ------------------ | ------------------ | ------------------ | ------------------ | ------------------ | ------------------ | ------------------ | ------------------ | ------------------ | ------------------ |
| 1857               | 1869               | 1880               | 1890               | 1900               | 1910               | 1921               | 1931               | 1948               | 1953               | 1961               | 1971               | 1981               | 1991               | 2001               | 2011               |
| 0                  | 0                  | 0                  | 0                  | 0                  | 0                  | 0                  | 172                | 307                | 262                | 306                | 235                | 185                | 155                | 107                | 54                 |

(1931-től településrészként, 1948-tól önálló településként.)